# CYR61
Protein CCN1 (CYR61), također poznat kao cisteinom bogati angiogeni induktor 61, izvanstanični je i multifunkcionalni protein koji igra ključnu ulogu u kardiovaskularnom razvoju tijekom embriogeneze i regulira procese upale, zacjeljivanja rana i obnove tkiva kod odraslih osoba. Ovaj sekretorni signalni protein pripada obitelji proteina CCN, koja obuhvaća ukupno šest različitih članova u sisavaca. CYR61 ima važnu regulatornu ulogu u brojnim biološkim procesima, uključujući staničnu adheziju, migraciju, proliferaciju, angiogenezu i diferencijaciju.  Poremećaji u genskoj ekspresiji CYR61 proteina povezani su s različitim patološkim stanjima. Primjerice, promjene u ekspresiji CYR61 su povezane s raznim vrstama karcinoma, upalnim bolestima i disfunkcionalnim procesima zacjeljivanja rana. Uz daljnje istraživanje CYR61 proteina, otvaraju se mogućnosti za razumijevanje njegove točne uloge i mehanizama djelovanja u navedenim biološkim procesima. Dodatno, istraživanje potencijalnih terapija koje ciljaju CYR61 može pružiti nove strategije za tretiranje karcinoma, upalnih bolesti i poboljšanje procesa zacjeljivanja rana.

## Struktura
CCN1/CYR61 nalazi se na ljudskom kromosomu 1p22.3 i sastoji se od 5 egzona koji su razdvojeni s 4 introna. Transkripcija CYR61 proteina može se brzo inducirati širokim rasponom vanjskih stimulativnih faktora. CCN1/CYR61 kodira protein od 381 aminokiseline uključujući 38 konzerviranih cisteina. Analiza sekvence otkrila je prisutnost mozaične strukture CCN1/CYR61 proteina, uključujući četiri visoko konzervirane domene.

### Domene
CCN1/CYR61 sastoji se od četiri različite domene, a to su:
1. Domena slična proteinu vezujućem inzulinu (IGFBP)
2. Ponavljajuća domena tipa von Willebrand faktora C (vWC),
3. Ponavljajuća homologija tipa trombospondina 1 (TSP-1)
4. C-terminalna domena koja sadrži cisteinsku petlju (CT)

Prva domena (IGFBP) sastoji se od 68 aminokiselina i dijeli sličnost s cisteinom bogatim N-terminalnim područjem tradicionalnih IGFBP-a. Druga domena također se sastoji od 68 aminokiselina i uključuje vWC domenu koja se nalazi u faktoru vWC, mukoproteinu, trombospondinu i kolagenim vlaknima. Ova domena može imati i ulogu u oligomerizaciji. Nakon druge domene dolazi povezivač čija je uloga da osigurava fleksibilnost, odnosno mogućnost promjene konformacije kada CYR61 dolazi u interakciju s drugim proteinima. Treća domena sadrži motiv koji je prvi put identificiran u homologiji ponavljanja TSP-1 i kasnije je primijećen u raznim izvanstaničnim proteinima. Homologija TSP-1 je uključena u vezanje na topljive i matrične sulfatirane glikokonjugate. Četvrta domena prisutna je u PDGF-u, živčanom faktoru rasta i TGF-β. Modularna strukturna organizacija CCN1/CYR61 proteina sugerira da njegove raznolike biološke funkcije mogu rezultirati kombiniranim djelovanjem pojedinačnih modula, bilo nezavisno ili u konjugaciji. Interakcija modula i različitih faktora daje CCN1/CYR61 kompleksne biološke učinke u tkivima organizma, staničnom okruženju i tijekom svih razvojnih faza.

## Funkcija proteina
CYR61 obavlja različite funkcije putem veza s određenim integrinima. Integrini su dvosmjerni receptori na površini stanica koji reguliraju različite stanične funkcije. CYR61  može se vezati za različite integrine ovisno o tipu stanica  što rezultira raznim biološkim učincima. Ova veza između CYR61 i integrina omogućuje staničnu adheziju, migraciju, proliferaciju i preživljavanje stanica.
CYR61 potiče staničnu adheziju vezanjem na integrine αvβ3, α6β1, αIIbβ3, αMβ2 i αDb2 na različitim tipovima stanica. Na primjer, vezanje CYR61 na integrin αvβ3 potiče adheziju i migraciju endotelnih stanica, dok vezanje na integrin α6β1 potiče angiogenezu i proliferaciju stanica. Osim toga, CYR61 može posredovati adheziju stanica indirektno mijenjajući strukturu proteinske matrice izvanstaničnog prostora.
CYR61 također igra ulogu u regulaciji stanične proliferacije i diferencijacije. On potiče diferencijaciju različitih tipova stanica, kao što su osteoblasti, hondrociti, adipociti, mišićne stanice i neuroni. Također sudjeluje u regulaciji angiogeneze, procesa stvaranja novih krvnih žila. CCN1/CYR61 potiče migraciju endotelnih stanica i formiranje novih kapilara, što je važno u razvoju embrija, zacjeljivanju rana i rastu tumora.

## Metode istraživanja proteina
Za proučavanje proteina CCN1/CYR61 koriste se različite metode i tehnike koje omogućuju detaljnu analizu njegove strukture, funkcije i interakcija s drugim molekulama. Neke od mogućih tehnika istraživanja ovog proteina uključuju staničnu kulturu, imunohistokemiju, western blot, imunoprecipitaciju, ko-imunoprecipitaciju, test aktivnosti luciferaze.
Kombinacija ovih tehnika omogućuje sveobuhvatno proučavanje proteina CYR61, njegovih funkcija, interakcija i bioloških učinaka. Ove metode omogućuju razumijevanje uloge ovog proteina u raznim fiziološkim procesima i patološkim stanjima te otvaraju mogućnosti za razvoj terapijskih strategija temeljenih na ciljanju ovog proteina.

## Klinički značaj
CYR61 je protein koji ima važan klinički značaj u različitim patološkim stanjima. Njegova povezanost s brojnim bolestima i biološkim procesima učinila ga je predmetom mnogih istraživanja. Jedan od kliničkih značaja CYR61 je njegova uloga u onkogenezi i progresiji tumora. Neka istraživanja su pokazala da je ekspresija CYR61 povezana s agresivnijim oblikom tumora, invazivnošću i metastazama u različitim vrstama raka, uključujući rak dojke, prostate, debelog crijeva, jajnika i drugih.Također je otkriveno da CYR61 može poticati angiogenezu, što može doprinijeti rastu tumora i stvaranju novih krvnih žila koje ga opskrbljuju. Osim toga, CYR61 ima važnu ulogu u upalnim procesima i regeneraciji tkiva. Studije su pokazale da je njegova ekspresija povezana s upalnim bolestima kao što su reumatoidni artritis, astma i ateroskleroza. Također je identificiran kao faktor koji potiče regeneraciju tkiva i cijeljenje rana. CYR61 također može imati prognostičku vrijednost u određivanju ishoda bolesti. Neka istraživanja su sugerirala da visoka ekspresija CYR61 može biti povezana s lošijim ishodom u određenim vrstama raka, kao što je rak dojke.